# Consolidated TBY Sea Wolf
Le Consolidated TBY Sea Wolf est un bombardier-torpilleur américain de la Seconde Guerre mondiale. Arrivé trop tardivement en unité il ne participa pas aux combats.

## Historique
C'est en 1941 que l'US Navy fit savoir qu'elle recherchait un bombardier-torpilleur destiné au remplacement du Douglas TBD dans les unités de première ligne. Trois constructeurs présentèrent divers projets :
- Grumman et son TBF Avenger, un avion original.
- Vought et son TBU Sea Wolf, un avion original.
- Vultee et son TBV Georgia, version navalisée du A-31 Vengeance.

Finalement le Department of Navy fit le choix de sélectionner les deux premiers de ceux-ci. Cependant les responsables américains décidèrent de transférer la production auprès de Consolidated, Vought étant considéré comme trop fragile économiquement pour assurer pleinement cette production. De TBU Sea Wolf il devint TBY.

## Développement
Si la production du prototype TBU-1 resta à la charge de Vought, c'est l'assemblage des modèles de série qui fut confié à Consolidated. Malgré un premier vol intervenu quelques jours après l'entrée en guerre des États-Unis, le 22 décembre 1941, le développement final de l'avion fut particulièrement long, si bien que les premiers avions de série firent leur apparition dans les rangs de l'US Navy à l'été 1944. Ceux-ci furent désignés TBY-2. Son développement fut annulé en 1945, une fois la paix revenue.
Extérieurement le Consolidated TBY Sea Wolf se présente sous la forme d'un monoplan monomoteur à moteur en étoile Pratt & Whitney R-2800-22 d'une puissance de 2 100 ch entraînant une hélice tractive tripale en métal. L'avion possédait un train d'atterrissage rétractable et un empennage classique. Son équipage se composait de trois personnes installées en tandem. L'arme offensive principale, une torpille, était installée dans une soute à bombes.

## Utilisateurs
- États-Unis
  - US Navy

## Appareils similaires
- Fairey Barracuda.
- Nakajima B6N Tenzan.